# Llindar de fusió de centelleig
El llindar de fusió del centelleig o l'índex de fusió del centelleig és un concepte en la psicofísica de la visió. És la freqüència a la qual un estímul de llum intermitent sembla ser completament estàtic a l'ull humà. El llindar de fusió del centelleig es relaciona amb la persistència de la visió. El centelleig és convencionalment estudiat en termes de modulació sinusoidal d'intensitat. Hi ha set paràmetres que determinen l'habilitat de detectar centelleig:
1. la freqüència de la modulació:
2. l'amplitud o profunditat de la modulació;
3. la intensitat mitjana d'il·luminació;
4. la longitud d'ona de la il·luminació;
5. la posició de la retina a la qual es produeix l'estimulació;
6. el grau d'adaptació a la llum o la foscor;
7. factors psicològics com ara l'edat o la fatiga (1).

## Explicació
Sempre que la modulació de la freqüència es mantingui per sobre del llindar de fusió, la intensitat percebuda pot canviar a partir de modificar els períodes relatius de llum i foscor. Quan es perllonguen els períodes de foscor, s'enfosqueix la imatge; per tant, la lluminositat efectiva i mitjana són iguals.
Això es coneix com la llei de Talbot-Plateau. Com tots els llindars psicofísics, el llindar de fusió del centelleig és estadístic i no pas una quantitat absoluta. Hi ha un interval de freqüències dins el qual el centelleig de vegades es veu i de vegades no, i el llindar és la freqüència a la qual el centelleig és detectat al 50% de les proves.
Diferents punts del sistema visual tenen diferents respostes a l'índex crític de fusió de centelleig. Cada tipus de cèl·lula integra els senyals diferentment. Per exemple, els bastons (cèl·lules fotoreceptores), que són exquisitament sensibles i capaços de detectar fotons únics, són alhora molt lents. Els cons, en canvi, mentre tenen una sensibilitat molt més baixa, realitzen una resolució del temps molt millor que els bastons. Per la visió de cons i de bastons, la freqüència de fusió incrementa en funció de la intensitat de la il·luminació, fins que arriba un moment d'estabilitat que es correspon a la màxima resolució temporal per a cada tipus de visió. La màxima freqüència de visió per a la visió per cons arriba a l'estabilitat al voltant dels 15 hertz (Hz), mentres els cons arriben a l'estabilitat (observable només a intensitats d'il·luminació molt altes) al voltant dels 60 Hz (3).
A més d'incrementar amb la mitjana d'intensitat d'il·luminació, la freqüència també incrementa amb l'extensió de la modulació; per cada freqüència i mitjana d'il·luminació, hi ha un llindar de modulació característic, per sota del qual el centelleig no es pot detectar, i per a cada profunditat de modulació i mitjana d'il·luminació hi ha un llindar de freqüència característic. Aquests valors varien amb la longitud d'ona de la il·luminació a causa de la dependència de la longitud d'ona de la sensibilitat del fotoreceptor, i aquests varien amb la posició de la il·luminació dins la retina a causa de la concentració de cons en regions centrals incloent la fòvea i la màcula retinal, i la dominància de bastons a les regions perifèriques de la retina.

## Consideracions tecnològiques

### Demostració de la freqüència d'imatge
La fusó del centelleig és important en totes les tecnologies per la presentació d'imatges en moviment, la majoria de les quals depenen de la presentació d'una successió ràpida d'imatges estàtiques (per exemple, els fotogrames en una pel·lícula, sèrie de televisió o arxiu de vídeo digital. Si el ritme de fotogrames és més baix que el llindar de fusió del centelleig per a les donades condicions de visió, el centelleig serà visible als ulls de l'observador, i els moviments dels objectes a la pel·lícula semblaran erràtics. Per al propòsit de presentar imatges en moviment, el llindar de fusió del centelleig acostuma a donar-se entre 60 i 90 Hz, tot i que en certs casos pot ser més alt. A la pràctica, les pel·lícules es registren a 24 fotogrames per segon i presentades per repetir cada fotograma dos o tres vegades per a un centelleig de 48 o 72 Hz. La definició estàndard de la televisió opera a 25 o 30 fotogrames per segon i de vegades a 50 o 60. Els vídeos d'alta definició es presenten a 24, 25, 30, 60 fotogrames per segon o més.
El llindar de fusió del centelleig no impedeix detecció indirecta d'un ritme d'imatge alt ja que els efectes secundaris visibles per l'home a un ritme finit han estat vistos en una demostració experimental a 480 Hz.

## Fenomen visual
En alguns casos, és possible veure centelleig a índex per sobre de 2000 Hz (2 kHz) en el cas de moviments oculars d'alta velocitat (moviments sacàdics) o moviments d'objectes a partir de l'efecte “phantom array” (desplegament fantasma).
Si apropem la vista a objectes que centellegen i es mouen ràpid, aquests poden causar una difuminació puntejada o bé multicolor en comptes d'una difuminació continuada, com si fossin diversos objectes. Els estroboscopis de vegades s'usen per induir aquest efecte intencionadament. Alguns efectes especials, com ara alguns tipus de barres lluminoses electròniques que es veuen a certs events, tenen l'aparença d'un color sòlid quan no es troben en moviment però produeixen una difuminació multicolor en moure's.
Un fenomen relacionat és el de l'efecte panell DLP, on diferents colors es presenten en diferents llocs de la pantalla per al mateix objecte a causa d'un ràpid moviment.

### Centelleig
El centelleig és la percepció visual de fluctuacions en la intensitat i la inestabilitat a la presència d'un estímul llumínic, que és vist per un observador estàtic en un entorn també estàtic. El centelleig que és visible a l'ull humà operarà a una freqüència de fins a 80 Hz.

### Efecte estroboscòpic
L'efecte estroboscòpic de vegades és usat en “stop motion” o per estudiar petites diferències en moviments repetitius. L'efecte estroboscòpic es refereix al fenomen que ocorre quan hi ha un canvi en la percepció del moviment, causada per un estímul lumínic que és vist per un observador estàtic dins un entorn dinàmic. L'efecte estroboscòpic ocorrirà normalment dins una freqüència d'entre 80 i 2000 Hz (23), tot i que pot arribar més enllà de 10000 Hz per a un cert percentatge de la població.

### Desplegament fantasma
El desplegament fantasma (“phantom array” o “ghosting effect”) ocorre quan hi ha un canvi en la percepció de les formes i les posicions espacials dels objectes. El fenomen és causat per un estímul lumínic combinat amb moviments sacàdics d'un observador en un entorn estàtic. De la mateixa manera que a l'efecte estroboscòpic, l'efecte fantasma ocorre a intervals de freqüència similars. La fletxa del mouse és un exemple comú del desplegament fantasma.

## Espècies no humanes
El llindar de fusió del centelleig també varia segons espècies. Els coloms han demostrat tenir un llindar més alt que els humans (100 Hz vs 75 Hz), i segurament trobem el mateix per totes les aus, especialment els rapinyaires. Molts mamífers tenen una proporció més alta de bastons a la seva retina que els humans, així que és probable que tinguin llindars de fusió de centelleig més alts. Això s'ha confirmat en els gossos.
Investigacions també demostren que la mida i l'índex metabòlic també son factors a tenir en compte; els animals petits amb índex metabòlic alt tendeixen a tenir llindars de fusió de centelleig també alts.